# 国际瑜伽日
国际瑜伽日自2015年起每年6月21日都会在世界各地举行庆祝活动，此前该活动于2014年在联合国大会上设立。瑜伽是一种身体、心理和精神的练习，起源于古印度。 印度总理纳伦德拉·莫迪在2014年的联合国的演讲中提出6月21日这一特殊的日期，因为这一天是北半球一年中最长的一天，即夏至。 

## 起源

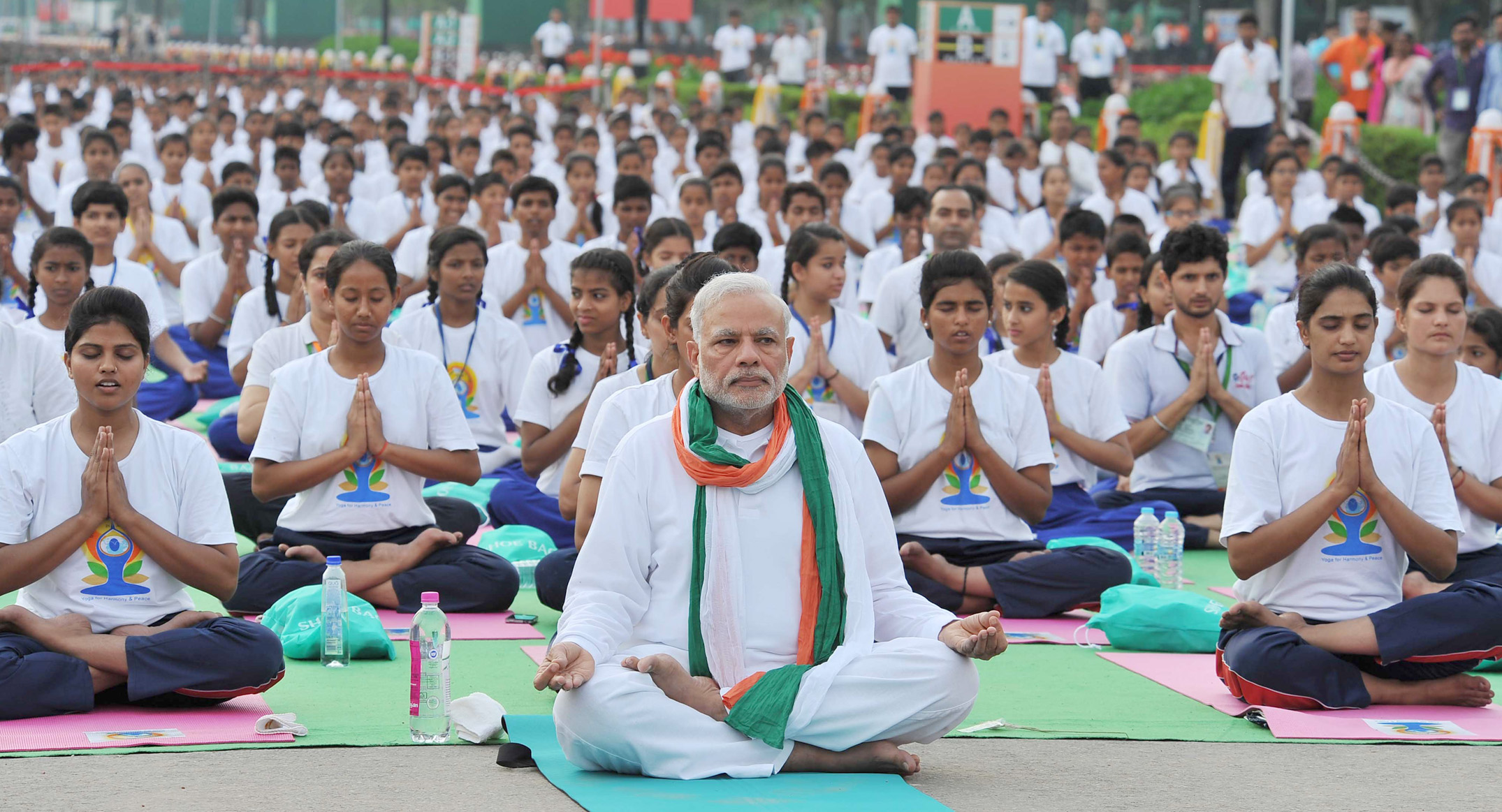
总理纳伦德拉·莫迪于 2015 年 6 月 21 日在新德里出席瑜伽日庆祝活动

印度总理纳伦德拉·莫迪在2014年的联合国演讲中提议将每年6月21日设立为瑜伽日。因为这一天是北半球一年中最长的一天，在世界各地都具有特殊的意义。 根据最初的提议，联合国于 2014 年通过了题为“瑜伽日”的决议草案。   2015年，印度储备银行发行了一枚10卢比的纪念币来纪念国际瑜伽日。  2017 年 4 月，联合国邮政管理处 (UNPA) 发行了 10 张体式邮票，用于纪念国际瑜伽日。 

## 联合国宣言
2014年12月11日，印度常驻联合国代表穆克吉向联合国大会介绍了该决议草案。该案文草案得到了 177 个提案国的广泛支持，在未经表决的情况下通过。同时，这一倡议得到了许多全球领导人的支持。该决议共有 177 个国家共同提案，这是联合国大会此类性质的决议中共同提案国数量最多的一次。 
在提出6月21日这一日期时，莫迪表示，这一天是北半球一年中白天最长（南半球最短）的日子，对世界许多地方具有特殊意义。在印度历法中，夏至标志着向“Dakshinayana”的过渡。夏至后的第二个满月被称为“Guru Poornima” 。在印度神话中，湿婆是第一位瑜伽师（Adi Yogi），据说他在这一天开始向其他人类传授瑜伽知识，并成为第一位大师（Adi Guru）。 
在通过联合国决议后，印度几位精神运动领导人表达了对这一倡议的支持。 伊莎基金会创始人萨克鲁表示：“科学地对待人类的内在福祉成为全世界的事情。这对世界来说是巨大的一步。” 生活艺术基金会创始人拉维·香卡称赞莫迪的努力，他说：“任何哲学、宗教或文化如果没有国家的支持都很难生存。迄今为止，瑜伽几乎像一个孤儿一样存在。现在，联合国的正式承认将进一步把瑜伽的益处传播到全世界。” 

## 实践
2015 年 6 月 21 日，世界各地庆祝第一个国际瑜伽日。包括莫迪总理以及来自 84 个国家的政要在内的 35,985 人在新德里责任大道练习了 21 个体位（瑜伽姿势），并持续了 35 分钟，成为有史以来举办规模最大、参与国家数量最多的瑜伽课程。   从这天开始，印度和世界各地的城市每年都会举办类似的活动。      

## 接待
根据美联社2015 年的一篇报道，第一个“国际瑜伽日”   包含了数百万瑜伽爱好者以及莫迪和他的内阁成员。据报道称，新德里的主干道已成为此次活动的锻炼场所。报道还提到，虽然莫迪在谈论“和平与和谐”， 但是印度一些民众仍然认为推广瑜伽是印度教党派行动。据报道，由于穆斯林反对暗示太阳是印度教的太阳神苏利耶（ Surya ），所以一系列的拜日式（ Surya Namaskar ）被取消。印度教神圣音节“ 唵 ”吟唱也被取消。其他人则认为，花在这次活动上的钱花在清洁德里的街道上会更好。 
《基督教科学箴言报》在 2016 年写道，2014 年联合国的决议“广受欢迎”    ，但瑜伽不仅是一种体育锻炼形式，也是一种心理和精神实践。它以方济各2015 年的布道作为证据，警告罗马天主教徒注意瑜伽可以成为通向上帝的道路。报道中还指出，莫迪回应了瑜伽国际日是旨在推广印度教的指控，他说：“瑜伽与来世无关。因此，这不是一种宗教活动”。 
《The week》(印度杂志)在 2015 年指出，印度政府举办国际瑜伽日的目的是世界各地将瑜伽视为“印度的文化财产”。 引用印度瑜伽部长 Shripad Yesso Naik 的话说“我们试图向世界证明这是我们的。”  《The week》写道，这不太可能成功，尤其是因为西方已经在练习多种不同类型的瑜伽。 文章指出，基督教福音派人士同意印度政府的观点，认为瑜伽“是印度教的精神实践”。 但引用宗教学者安·格雷格（ Ann Gleig ）的话说，大多数西方瑜伽在西方而发生了明显的变化，并且缺乏宗教色彩。 